# Bandera de Palau-saverdera
La bandera oficial de Palau-saverdera té la següent descripció:
Bandera apaïsada, de proporcions dos d'alt per tres d'ample, bicolor en barra verda i groga.
Va ser aprovada el 3 de maig de 1994 i publicada en el DOGC el 16 de maig del mateix any amb el número 1897. Es basa en l'escut heràldic de la localitat.